# Carros de Foc
Carros de Foc es una compañía de teatro urbano creada en 1994 con sede en la localidad alicantina de San Vicente del Raspeig. El rasgo diferenciador en sus obras son las Esculturas Móviles Gigantes a través de las que se desarrolla la escenografía, en espacios abiertos al aire libre, que combina bajo un hilo conductor diferentes disciplinas artísticas como coreografías, equilibrismo, acrobacias de tela y aro, coreografías rítmicas con abanico de fuego, interpretación, música, cine o vídeo. Todo para crear espectáculos sorprendentes en formato itinerante o fijos en plazas sobre escenario. La compañía ha representado a España en diferentes festivales de teatro de calle por todo el mundo. Carros de Foc fue la compañía elegida para conmemorar la celebración de Pilsen 2015, Capital Europea de la Cultura y en 2016 fue galardonada con el premio «Importante» otorgado por el diario Información de Alicante por su labor y trayectoria internacional.

## Historia
Carros de Foc es una compañía fundada por Miguel Ángel Martín Bordera, hijo de artistas falleros de larga tradición y reconocido prestigio en el panorama de las Hogueras de Alicante o Las "Hogueras de San Juan que se celebran en Alicante". Carros de Foc es una compañía española de Teatro Urbano, cuya filosofía en su obra es la de introducir al público en atmósferas mágicas y fantásticas. La compañía ha ido evolucionando como grupo de animación de teatro de calle hacia un concepto de teatro urbano alejado de lo convencional. Tratan de convertir cualquier espacio urbano o evento en una experiencia única para el espectador, mediante un depurado trabajo con efectos de iluminación, imagen y sonido, donde cobran un papel significativo las esculturas móviles gigantes a lo que se suman diferentes disciplinas como la acrobacia con telas o aro, coreografía con cinta o abanicos con fuego.

## Hitos de la compañía
2022:
2021:
2020:

## Propuesta artística
Sus espectáculos combinan diferentes disciplinas artísticas, como acrobacias con aro, malabares con fuego, danza o actuación teatral con esculturas móviles gigantes para generar una atmósfera única e increíble.
Las Esculturas Móviles Gigantes son creaciones originales de grandes dimensiones que parecen cobrar vida, están articuladas y dotadas de movilidad llegando a alcanzar los 12 metros de altura. Su carácter realista las hace sorprendentes y representan a animales o personajes fantásticos. 
Las escenografías sobre las que se articulan sus creaciones son de diseño y producción propia y se ponen al servicio de la obra para que la experiencia visual sea completa. La caracterización de los personajes, el vestuario y el maquillaje corporal, que incluyen trabajados con látex, se conjugan para sumarse a las diferentes disciplinas artísticas que se integran en sus exhibiciones conformando un producto de gran fuerza expresiva y único.

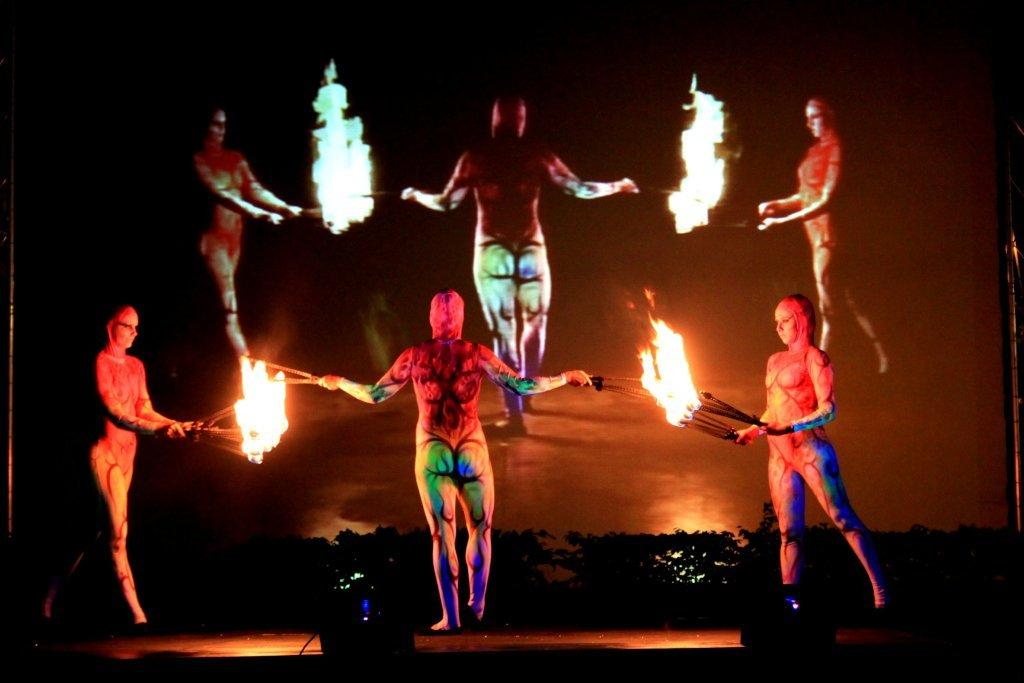
Malabares con fuego en el espectáculo Natural Spirit. Carros de Foc.

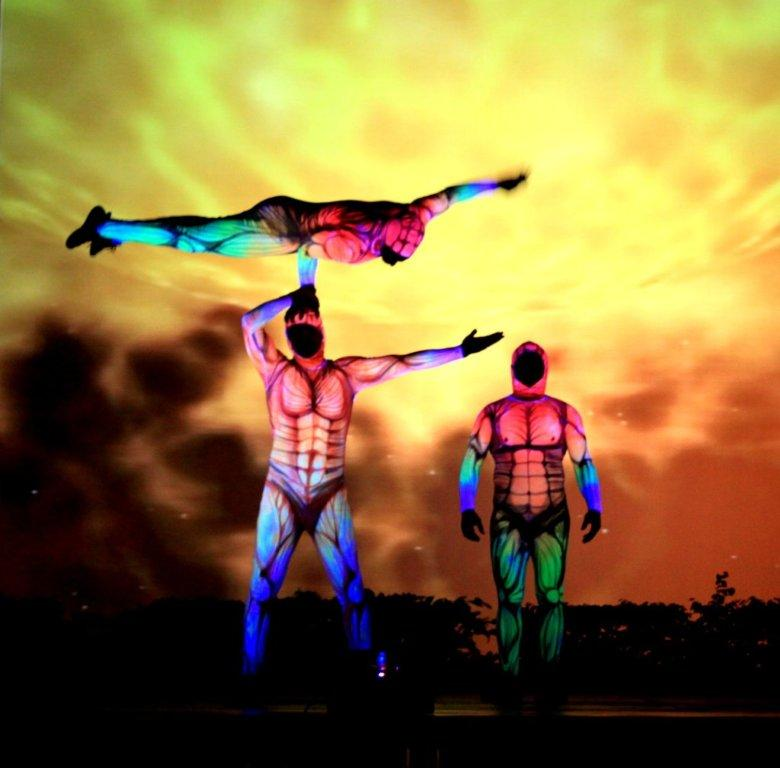
Acrobacias durante el espectáculo Natural Spirit. Carros de Foc.

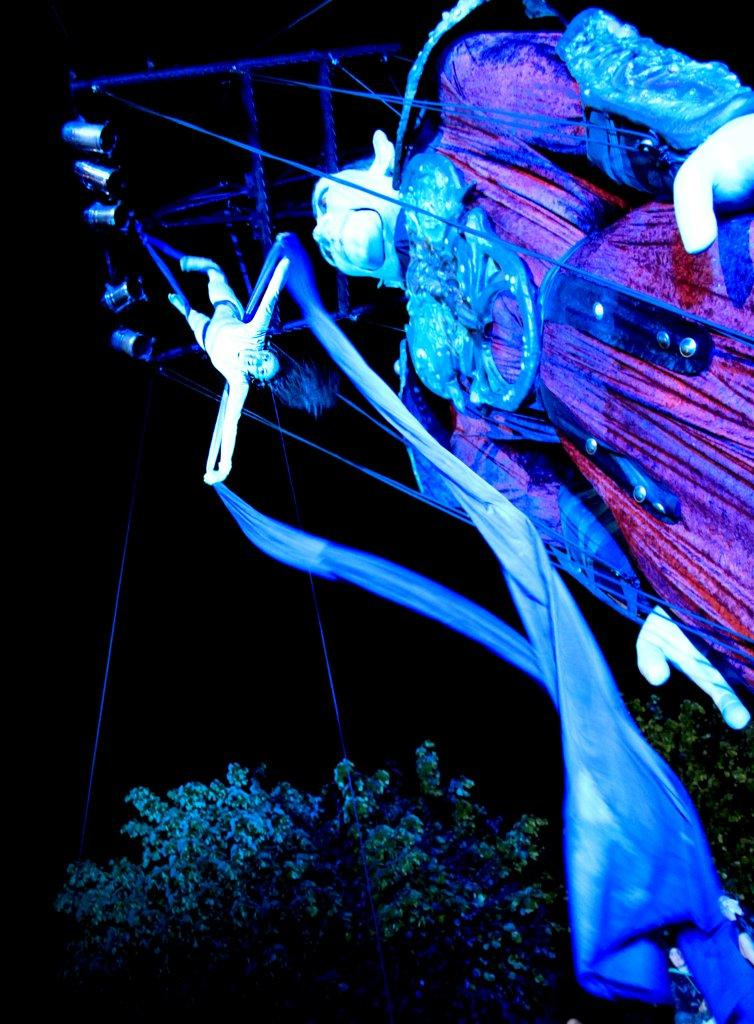
Acrobacia de tela sobre Salvador, La Marioneta Gigante de Carros de Foc

## Espectáculos

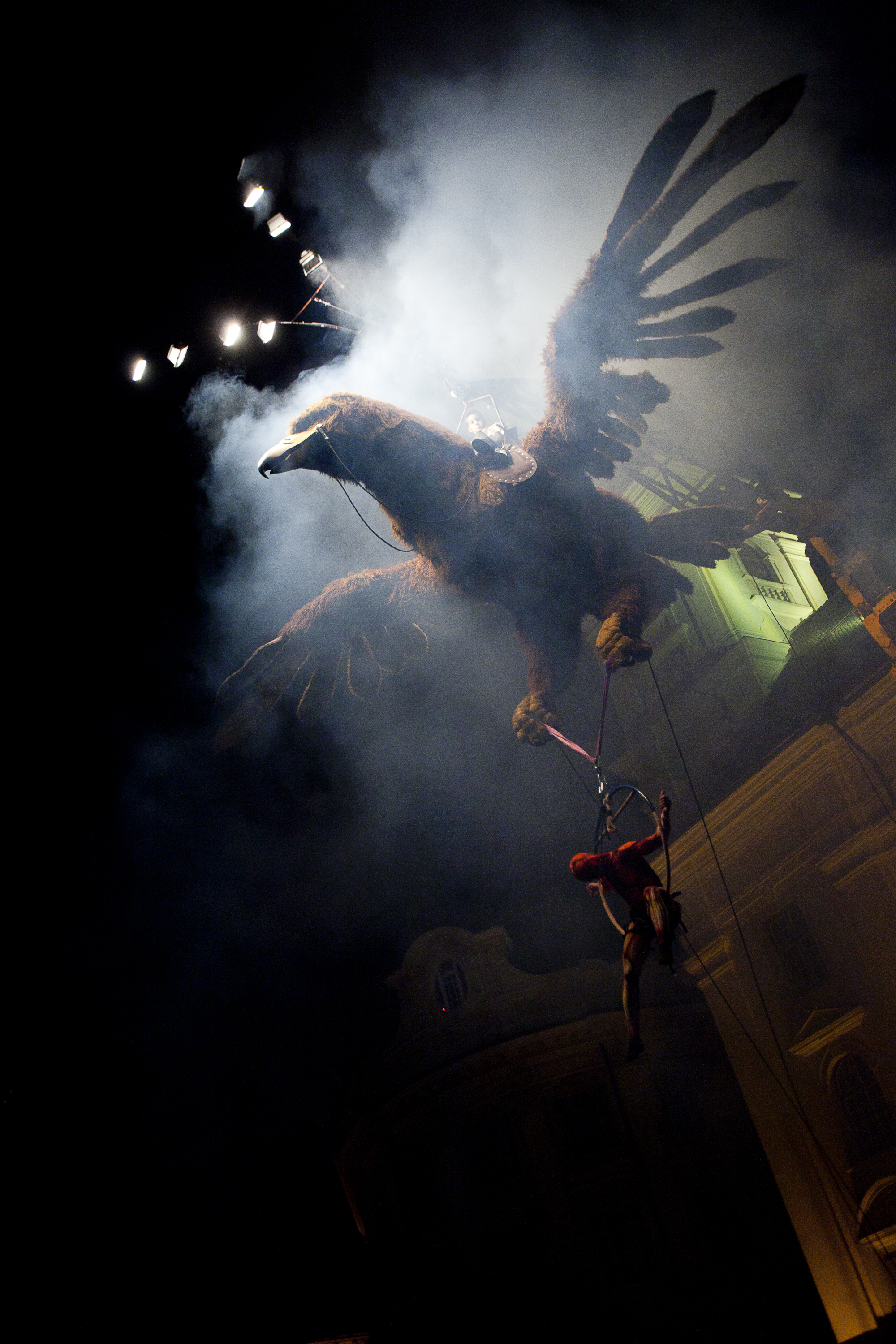
Águila Sophia en el Festival de Sibiu, Rumanía

Itinerantes:
- 9 de Octubre
- Adramelech (enlace roto disponible en Internet Archive; véase el historial, la primera versión y la última).
- Águila Sophia
- Ángel y Caballo Real (enlace roto disponible en Internet Archive; véase el historial, la primera versión y la última).
- Caballo Real en el bosque (enlace roto disponible en Internet Archive; véase el historial, la primera versión y la última).
- Can-Can Express
- Carnaval en Romans
- Dragón Antonio
- El Druida de Jagul
- El holandés errante
- Euterpe (enlace roto disponible en Internet Archive; véase el historial, la primera versión y la última).
- Federico
- Hijos de Jerjes
- La leyenda de los pueblos olvidados
- La Mangrana
- Mina de carbón
- Nemoris
- Paris Parade
- Reyes Magos de Madrid
- Salvador
- Salvador Maestro de ceremonias
- Salvador en Changsha
- Tabarka
- Toro Viriato (enlace roto disponible en Internet Archive; véase el historial, la primera versión y la última).
- Una tribu en tu ciudad

Fijos:
- El Año Mil
- Fantasy in Katara (enlace roto disponible en Internet Archive; véase el historial, la primera versión y la última).
- Federico
- La caja de las letras mágicas

- La Crida 2014. Fallas Valencia
- Mediterranium
- Natural Spirit (MF)
- Natural Spirit. Salvador (GF) (enlace roto disponible en Internet Archive; véase el historial, la primera versión y la última).
- Natural Spirit. Ángel (GF)
- Negre
- Prince Valiant
- Salvador. La Marioneta Gigante

A la carta:
- 9 de Octubre
- Carnaval en Romans
- Ciudad deportiva de Alaquas

- La Caja de las Letras Mágicas
- Fantasy in Katara
- La cridà-Valencia 2014
- La Mangrana
- Mediterranium
- Monegros Desert Festival (enlace roto disponible en Internet Archive; véase el historial, la primera versión y la última).
- Paris Parade (enlace roto disponible en Internet Archive; véase el historial, la primera versión y la última).
- Prince Valiant
- Cabalgata Reyes Magos 2014. Madrid
- Salvador Maestro de ceremonias
- Rey Salvador en Changsha. China
- Salvador en Quingdao
- Salvador en Shanghai
- San Juan y San Pedro en Segovia
- San Jorge en Cáceres 2011
- San Juan y San Pedro en Segovia
- Stockton